# Bombeiros sapadores
Em Portugal têm estatuto de Sapadores Bombeiros ou Bombeiros Sapadores os corpos de bombeiros de cariz totalmente profissional, isto é, que não admitem voluntariado.   
Estes profissionais estão sob a tutela das câmaras municipais do respetivo concelho pertencendo assim à administração local.    
Depois de passarem por longas e exigentes fases de seleção feitas pelas respetivas autarquias, estes bombeiros são instruídos nas únicas duas escolas do país, nomeadamente no Regimento Sapadores Bombeiros de Lisboa e no Regimento Sapadores Bombeiros do Porto. Aí passam por uma Formação de excelência, e rigorosa, de várias vertentes, como por exemplos: Incêndios Urbanos, Incêndios Florestais, Desencarceramento, Substâncias Perigosas, entre outros, o que permite que estes profissionais saiam destas escolas com rigor e espírito de sacrifício e capazes de resolver qualquer situação mais complexa.   
Presentemente, existem os seguintes corpos de bombeiros sapadores:
- Regimento de Sapadores Bombeiros de Lisboa;[1]
- Regimento de Sapadores Bombeiros do Porto;[1]
- Batalhão de Sapadores Bombeiros de Vila Nova de Gaia;[2]
- Companhia de Bombeiros Sapadores de Coimbra;[1]
- Companhia de Bombeiros Sapadores de Braga;[1]
- Companhia de Bombeiros Sapadores de Setúbal;[1]
- Companhia de Sapadores Bombeiros de Faro.[1]

A origem da designação (inspirada nos sapeurs-pompiers da França) remonta a 1930, ano em que a então Companhia Municipal de Salvação Pública de Lisboa passa a chamar-se "Batalhão de Sapadores Bombeiros". Seguiram-se:
- em 1946, o Corpo de Salvação Pública do Porto passa a "Batalhão de Sapadores Bombeiros";[4] em 2022, passa a "Regimento de Sapadores Bombeiros"[5]
- em 1981, o Corpo de Bombeiros Municipais de Braga passa a "Companhia de Bombeiros Sapadores"[6]
- em 1982, o Corpo de Bombeiros Municipais de Setúbal passa a "Companhia de Bombeiros Sapadores"[7]
- em 1987, o Corpo de Bombeiros Municipais de Coimbra passa a "Companhia de Bombeiros Sapadores"[8]
- em 1988, o Batalhão de Sapadores Bombeiros de Lisboa passa a "Regimento de Sapadores Bombeiros"[3]
- em 2012, o Corpo de Bombeiros Municipais de Faro passa a "Companhia de Sapadores Bombeiros"[9]

Existem ainda em Portugal sob a alçada do ICNF - Instituto de Conservação da Natureza e das Florestas, os sapadores florestais, responsáveis pela prevenção e limpeza dos terrenos. Dentro deste instituto existe também a categoria de Bombeiros Sapadores Florestais, que são responsáveis pela vigilância e combate a fogos florestais. Os Bombeiros Sapadores Florestais estão dependentes do Comando Nacional. Estas equipas estão em Paredes de Coura, Cabeceiras de Basto, Vila Pouca de Aguiar, Guarda, Marinha Grande, Viseu, Proença-a-Nova, Santarém, Portalegre e Loulé.
Além destes corpos civis, o Exército Português mantém, com a designação de sapador bombeiro,  bombeiros sob a arma de engenharia (incorporados no Regimento de Engenharia Nº 3 em Espinho).